# Claude Perdriel
Pour les articles homonymes, voir Perdriel.
Claude Perdriel est un industriel et homme de presse français né le 25 octobre 1926 au Havre.
Il est le propriétaire des groupes SETMA (constructeur de baignoires de balnéothérapie, de spas, de broyeurs et pompes sous les marques Kinedo, Watermatic et Grandform), SFA (fabricant de sanibroyeurs). Il est dirigeant-propriétaire du groupe Perdriel qui possède Sciences et Avenir, Challenges et dans les années 1970-1980, le quotidien Le Matin de Paris, ainsi que, de sa création en novembre 1964 jusqu'en avril 2014, Le Nouvel Observateur. Depuis juin 2016, il est l'unique propriétaire de Sophia Publications, éditeur de La Recherche, L'Histoire, Historia et Le Magazine littéraire.
Il est directeur de la publication de Historia, Le Magazine littéraire, Sciences et Avenir et Challenges.

## Biographie

### Famille
Claude Perdriel naît au sein d'une famille bourgeoise (fabriquant des voileries) ; sa mère est d'origine basque et son père est contrôleur de coton. À la suite de la séparation de ses parents, à partir de l'âge de 4 ans, il est élevé par sa grand-mère maternelle et dans la famille juive de la marraine de sa mère ; cette famille, selon Gaël Tchakaloff, « reste encore aujourd'hui sa véritable ascendance. Celle qui l'a choisi et qu'il s'est choisie ».
Il est élevé dans le 16e arrondissement de Paris avec les règles d'une éducation à l'anglaise qui expliquent sans doute qu'il se montre, en dehors, « d'allure si libre et dégagée ». Il a un frère Roland, "spécialiste de la carambouille" avec qui il rompt définitivement en 1967. Une des décisions les plus douloureuses de son existence. Il finit en prison après avoir multiplié les escroqueries.
Il se marie à trois reprises : en premières noces, avec Michèle Bancilhon (qui deviendra l'épouse de Jean Daniel), puis avec Sylvie Bezançon, mère de ses quatre premiers enfants (partie avec Lionel Rotcage, fils de la chanteuse Régine, qu’il avait placé à la tête de Challenges), et enfin avec Bénédicte Sourieau, mère de ses deux autres enfants et présidente du conseil de surveillance de SOFAPER.
Habitant initialement un hôtel particulier avenue Élisée-Reclus, il déménage dans un autre situé rue de Bourgogne. Il possède également un chalet à Megève, deux bateaux et des avions privés.

### Formation
Élève au lycée Janson-de-Sailly, sa conscience politique émerge notamment à l'occasion de l'application des lois antisémites (1942). Plus tard, il se lie d'amitié avec Jean-Louis Rabaté, un jeune bourgeois qui partage sa passion pour la mécanique et avec qui il partage un appartement après son entrée à Polytechnique (1947). Appartenant à ces « jeunes gens du seizième » qui fréquentent principalement des élèves de grandes écoles, il apparaît alors comme un jeune homme « toujours agité », « désordonné, capricieux, jamais à l'heure », qui garde « rarement plus de six mois la même voiture » et « plus de trois mois la même petite amie ».
Il exprime des opinions de gauche et un goût pour le journalisme qu'illustrent les faux numéros de Combat ou de France-Soir qu'il conçoit pendant sa scolarité. Le vif intérêt qu'il manifeste pour la musique, la peinture contemporaine et la littérature l'amène aussi à fréquenter assidûment la librairie des Éditions de Minuit. C'est là qu'il se lie d'amitié avec Jacques Brenner, un jeune écrivain qui l'introduit dans les milieux littéraires et l'invite à financer sa revue littéraire : Les Cahiers des saisons. À partir de 1954, il assure ainsi sur son propre salaire d'ingénieur le financement d'une revue où il côtoie, entre autres, Bernard Frank, Jean-Louis Bory ou Jean-Louis Curtis.

### Carrière
Fondée en 1958, la société SFA (fabricant de sanibroyeurs) assure son premier succès financier.

#### DeFrance ObservateurauNouvel Observateur
À la fois directeur et administrateur, il laisse la propriété du titre à son comité de rédaction. Mais la revue, même diffusée par les éditions Fasquelle, s'avère trop déficitaire et doit cesser sa publication en 1958. Un temps associé avec Edmond de Rothschild dans une société immobilière (Cogifrance), il vend successivement du charbon, des ascenseurs et enfin des stations de traitement d'eau au sein de la Société française d'assainissement (SFA), qu’il dirige à partir de 1958. Mais s'il s'enrichit grâce à ses brevets, son désir de « diriger un journal […] pour défendre un idéal de justice » reste intact. Ainsi, en 1960, il propose à son ami Jean Daniel de lancer un journal. Mais ce dernier refuse et lui présente Gilles Martinet qui l'invite à aider France Observateur. En 1961, il y apporte ainsi une aide financière de 80 000 francs.
Mais alors qu'il lance la Compagnie valoisienne des constructions industrielles (1962), les tensions de Jean Daniel avec le directeur de L'Express s’aggravent autant que les dettes de France Observateur. Ainsi s'engagent entre eux au printemps 1964 des négociations dans lesquelles il apparaît comme le principal appui financier, même s'il ne dispose que de la moitié des 1 200 000 francs qu'il déclare investir personnellement. En fait, tant « pour donner confiance aux gens du journal » que « pour intimider d'éventuels concurrents », il « laisse croire qu'il engage beaucoup plus », vend tout ce qu'il possède et s'endette pour le reste. Il prend ainsi 30 % du capital de la Société anonyme Le Nouvel Observateur du monde et la direction de son conseil d'administration.
Mais s'il en assure la direction générale, ses responsabilités restent limitées aux domaines financiers et commerciaux. Chargé d'élaborer le budget prévisionnel de l'ensemble des services au cours du dernier trimestre de chaque année, il répartit et contrôle les moyens octroyés même s'il s’efforce de décentraliser la gestion le plus possible. Au niveau commercial, ses attributions en matière marketing lui permettent, non sans difficultés, d'obtenir un droit de regard sur le choix de la couverture.
Enfin, son intervention en matière rédactionnelle se fait ressentir sur le moyen et le long terme par le pouvoir qu'il a — avec Jean Daniel — de recruter les rédacteurs, de créer les rubriques ou de réaliser les opérations promotionnelles. Ainsi, si son influence est sans doute la plus grande au service « Notre Époque », elle tient surtout par son rôle dans le recrutement de certains. Bernard Frank, Christiane Duparc, Olivier Todd (en 1970), Claire Bretécher ou François-Henri de Virieu lui doivent leur venue. Mais il a parfois du mal à imposer le reclassement de certains journalistes issus d'autres titres dont il est propriétaire comme Pierre Bénichou (en 1968) ou Pierre Ajame (en 1978).
Politiquement difficilement cernable même s'il se dit de gauche, il semble se rattacher à une gauche libérale ouverte aux questions de société portées par Mai 68[réf. nécessaire]. Le Point le décrit comme un « patron de gauche ».
Il se distingue aussi par une ouverture aux questions d'écologie qui l'amène à lancer un mensuel écologiste (Le Sauvage) en 1973.

#### Campagne de Mitterrand en 1974
Politiquement, il est longtemps proche de Pierre Mendès France. En juin 1973, à l'initiative de Georges Dayan, François Mitterrand lui propose de s'occuper de sa prochaine campagne présidentielle, alors prévue pour 1976. Acceptant après que Jean Daniel l'a fait attendre plus de deux mois pour lui donner son accord, il prend en main la conception et l'animation de l’équipe de campagne en avril 1974. Chargé de la campagne publicitaire et des slogans, il s'installe pour un mois à la tour Montparnasse avec Bernard Villeneuve et Dominique Roussel. Mais il se heurte vite aux fédérations et à André Rousselet qui occupe la même place que lui dans l’organigramme.
Ses propositions de modifier le style et le slogan de la campagne sont rejetées tandis qu'on lui dispute le fichier des souscripteurs qu'il a constitué en partie à partir du Nouvel Observateur, ses lecteurs ayant à eux seuls fourni cinq millions de francs. Il tombe alors en disgrâce auprès de Mitterrand. Ses relations avec ce dernier s'aggravent d'autant plus qu'à la fin, ce dernier lui demande de se défaire du fichier. Claude Perdriel voulant bien le partager mais pas le donner, il s'ensuit une dispute. Or, celle-ci s'attise lorsqu'en 1977, il souhaite s'en servir pour lancer un quotidien du matin.

### L'aventure duMatin de Paris
Cette année 1977 marque une rupture dans son rapport au Nouvel Observateur lié à son départ pour s'assurer du lancement du Matin de Paris (mars 1977).
Certes, initialement, il doit assurer la direction de la rédaction à titre provisoire jusqu'aux élections législatives de mars 1978. Mais il y reste finalement, n'ayant alors plus le temps de participer rédactionnellement au Nouvel Observateur. Après les élections législatives, son maintien à la tête de la rédaction du Matin est ressenti comme portant préjudice à l'hebdomadaire, sa présence à la tête des directions générales des deux journaux étant dénoncée par le comité d'entreprise du Nouvel Observateur. Par contre, ses méthodes autocratiques comme ses choix rédactionnels ou de développement du quotidien suscitent de vives réactions au Matin où ses rapports avec certains membres de la rédaction sont très tendus[réf. nécessaire].

#### Les messageries de Minitel rose
En 1984, la direction générale des Télécommunications lance à grande échelle le programme Minitel. Claude Perdriel y voit tout de suite un avenir numérique pour son groupe et décide de lancer des services en ligne en utilisant le système Kiosque (3615) qui permet de rétribuer très facilement les éditeurs de contenus, d'autant que le 3615 est réservé aux éditeurs de presse. Claude Perdriel ouvre ainsi de nombreux services dont les fameuses messageries de Minitel rose 3615 JANE et ALINE, dont les bénéfices lui permettront notamment de renflouer les caisses du Nouvel Observateur.

#### Le Monde
Claude Perdriel est membre du conseil de surveillance du quotidien Le Monde. Lors du vote sur le renouvellement du mandat de Jean-Marie Colombani le 22 mai 2007 à la direction du Monde, Perdriel tente d'abord d'ignorer les conséquences du vote négatif de la Société des Rédacteurs du Monde (SRM), mais Colombani doit annoncer finalement son départ. Le 28 juillet, lors du renouvellement de la présidence du conseil de surveillance, Perdriel déclare réélu Alain Minc, alors que ce dernier n'a obtenu que 10 voix sur 20 au mépris des statuts du groupe selon la SRM.
En 2009, il est à la tête d'une fortune estimée à 150 millions d'euros (180e de France), selon l'hebdomadaire Challenges, dont il est propriétaire. En 2010, sa préférence politique penche du côté de Dominique Strauss-Kahn.
En juin 2010, alors que le Groupe Lagardère organise la cession de ses parts dans Le Monde, Claude Perdriel s'associe à France Télécom (Orange) et à Prisa Presse pour une offre de reprise de ces parts. Mais c'est l'offre concurrente menée par le trio « BNP », Pierre Bergé, Xavier Niel et Matthieu Pigasse qui finalement obtient la majorité des votes.
Fin 2010, il annonce également qu'il y a eu des tentatives de rapprochement avec Libération au moment où le journal connaissait des difficultés financières. Ce projet n'a pas abouti, le quotidien ayant dans l'intervalle réformé sa structure financière sous l'impulsion de Laurent Joffrin et de Nathalie Collin, qui ont fait rejoindre le tour de table à Bruno Ledoux, lequel en devient l'actionnaire majoritaire avec Édouard de Rothschild. Par la suite, Joffrin fut transféré au Nouvel Observateur comme directeur de la rédaction en remplacement de Denis Olivennes. La direction du journal est assurée par Laurent Joffrin et Nathalie Collin qui dirigeaient ensemble Libération, à qui Claude Perdriel a demandé de venir au départ de Denis Olivennes.

#### Rue89
En décembre 2011, il rachète le site d'information Rue89 pour 7,5 millions d'euros. Il le contraindra à quitter le Syndicat de la presse indépendante d'information en ligne (SPIIL) à partir du 1er janvier 2013.

#### Malta Files
En mai 2017, Mediapart et le réseau de journalistes European Investigative Collaborations mentionnent Claude Perdriel dans le cadre de l'enquête sur les Malta Files. L'homme d'affaires possède en effet un yacht, le Vaimiti, un voilier de 39 mètres construit en 2003 par Tréhard Marine et domicilié au Luxembourg. Claude Perdriel affirme n'en retirer aucun avantage fiscal. Or l'équipage du yacht est salarié sous contrat luxembourgeois, ce qui permet de diviser par deux les cotisations sociales. Par ailleurs, Perdriel avait créé à Malte, en 2011, une société pour exploiter un jet privé, rejoint ultérieurement par d'autres appareils. Il répond aux collaborateurs de Mediapart avoir choisi l'île pour la facilité de traitement du dossier par l'administration maltaise – il avait rencontré des difficultés avec la Direction générale de l'aviation civile française – et non pour des raisons fiscales (Malte permet en effet de bénéficier d'un taux de TVA réduit dont il déclare n'avoir pas profité).

#### Le Nouveau Magazine littéraire
En août 2018, Claude Perdriel écarte Raphaël Glucksmann de la tête du Nouveau Magazine littéraire. Selon ce dernier, Perdriel lui reproche une ligne éditoriale clairement anti-macroniste. Le renvoi de Raphaël Glucksmann est, selon Le Figaro, idéologique, mais a aussi des raisons économiques : en dépit d'une campagne de promotion, le premier numéro avait été vendu à 31 863 exemplaires, mais ensuite, les ventes avaient chuté à 14 193 exemplaires pour le suivant et 8 105 exemplaires pour le numéro 4.

## Distinctions
- Officier de la Légion d'honneur (2019)[25]. il a été fait chevalier par Michel Rocard le 13 avril 1989.
- Chevalier de l'ordre des Arts et des Lettres (2024)[26]